# 田尾沙織
田尾 沙織（たお さおり、1980年11月28日 - ）は、日本の写真家。

## 人物
1980年東京都品川区生まれ。2001年日本写真芸術専門学校卒業。同年、第18回写真ひとつぼ展グランプリを最年少で受賞。2007年個展『LAND of MAN』、2013年個展『ビルに泳ぐ』など。グループ展にも積極的に参加。写真集に『通学路 東京都 田尾沙織』『ビルに泳ぐ』（PLANCTON）がある。雑誌、広告、CF、映画スチールなど多方面で活動中。

## 受賞歴
- 2001年、第18回写真ひとつぼ展グランプリ受賞

## 主な作品

### 広告
- 「水のない水族館をつくろう ｜Wonderful Moment Project」（SONY）

### 写真集
- 『ビルに泳ぐ』（PLACTON）
- 『通学路 東京都 田尾沙織』（PLACTON）
- 『flor y fiesta, zaragoza』（san）

### 映画
- 『マザーウォーター』 スチール（スールキートス）
- 『プール』 スチール（スールキートス）